# Port lotniczy Kazań
Port lotniczy Kazań (IATA: KZN, ICAO: UWKD) – port lotniczy położony w Kazaniu, w Rosji.

## Linie lotnicze i połączenia
| Linia lotnicza              | Kierunek |
| --------------------------- | --- |
| Aerofłot                    | 1. Antalya 2. Mineralne Wody 3. Moskwa-Szeremietiewo 4. Soczi |
| Air Arabia                  | 1. Szardża |
| Air Cairo                   | Sezonowe czartery: 1. Szarm el-Szejk |
| Air Serbia                  | 1. Belgrad |
| AlMasria Universal Airlines | Sezonowe czartery: 1. Hurghada 2. Szarm el-Szejk |
| Avia Traffic Company        | 1. Biszkek |
| Azerbaijan Airlines         | 1. Baku |
| Azur Air                    | Sezonowe czartery: 1. Antalya 2. Dalaman 3. Hurghada 4. Phuket 5. Szarm el-Szejk |
| Belavia                     | 1. Mińsk |
| Flydubai                    | Sezonowo: 1. Dubaj |
| IrAero                      | 1. Baku |
| Kostroma Air Enterprise     | 1. Kostroma |
| NordStar                    | 1. Krasnojarsk 2. Norylsk 3. Perm |
| Nordwind Airlines           | 1. Barnauł 2. Duszanbe 3. Gornoałtajsk 4. Grozny 5. Irkuck 6. Królewiec 7. Kemerowo 8. Chodżent 9. Krasnojarsk 10. Machaczkała 11. Mineralne Wody 12. Moskwa-Szeremietiewo 13. Murmańsk 14. Nowokuźnieck 15. Omsk 16. Sankt Petersburg 17. Soczi 18. Tomsk 19. Władykaukaz 20. Jakuck (od 28 kwietnia 2024) Sezonowe czartery: 1. Antalya 2. Nha Trang |
| Pegasus Airlines            | 1. Antalya 2. Stambuł-Sabiha Gökçen |
| Pobeda                      | 1. Stambuł 2. Moskwa-Szeremietiewo 3. Soczi |
| Red Wings                   | 1. Ałmaty 2. Antalya 3. Aktau 4. Astana 5. Czelabińsk 6. Stambuł 7. Kutaisi 8. Nowy Urengoj 9. Omsk 10. Tbilisi 11. Jekaterynburg 12. Erywań Sezonowe czartery: 1. Kolombo 2. Hurghada 3. Phuket 4. Szarm el-Szejk |
| Rossija                     | 1. Sankt Petersburg Sezonowe czartery: 1. Hurghada |
| RusLine                     | 1. Chanty-Mansyjsk 2. Narjan-Mar 3. Sankt Petersburg |
| S7 Airlines                 | 1. Moskwa-Domodiedowo 2. Nowosybirsk |
| SCAT Airlines               | 1. Taraz |
| Severstal Avia              | 1. Czerepowiec |
| Smartavia                   | 1. Moskwa-Szeremietiewo 2. Sankt Petersburg 3. Soczi |
| Somon Air                   | 1. Duszanbe |
| Southwind Airlines          | Sezonowe czartery: 1. Antalya |
| Turkish Airlines            | 1. Stambuł Sezonowo: 1. Antalya 2. Bodrum 3. Dalaman |
| Turkmenistan Airlines       | 1. Aszchabad |
| Ural Airlines               | 1. Biszkek 2. Duszanbe 3. Hurghada 4. Chodżent 5. Osz 6. Szarm el-Szejk 7. Soczi 8. Jekaterynburg |
| UTair Aviation              | 1. Omsk 2. Samara 3. Surgut 4. Tiumeń 5. Ufa |
| UVT Aero                    | 1. Astrachań 2. Barnauł 3. Gornoałtajsk 4. Grozny 5. Kemerowo 6. Krasnojarsk 7. Machaczkała 8. Moskwa-Wnukowo 9. Murmańsk 10. Niżniewartowsk 11. Niżny Nowogród 12. Nowy Urengoj 13. Omsk 14. Orenburg 15. Perm 16. Pietrozawodsk 17. Samara 18. Sarańsk 19. Saratów-Gagarin 20. Soczi 21. Surgut 22. Tobolsk 23. Tomsk 24. Usinsk 25. Jarosław        |
| Uzbekistan Airways          | 1. Fergana 2. Samarkanda 3. Taszkent |
| Yamal Airlines              | 1. Salechard |

## Katastrofa w 2013
17 listopada 2013 roku rosyjski Boeing 737 linii Tatarstan lecący z Moskwy w czasie odejścia na drugi krąg po nieudanym lądowaniu uderzył w ziemię i uległ zapaleniu. W katastrofie śmierć poniosło 50 osób, w tym 44 pasażerów i sześciu członków załogi. Nikt nie przeżył.